# Zhoř (district de Písek)
Pour les articles homonymes, voir Zhoř.
Zhoř est une commune du district de Písek, dans la région de Bohême-du-Sud, en République tchèque. Sa population s'élevait à 303 habitants en 2020.

## Géographie
Zhoř se trouve à 28 km au nord-est de Písek, à 59 km au nord de České Budějovice et à 65 km au sud de Prague.
La commune est limitée par Chyšky au nord et à l'est, par Přeštěnice au sud-est, et par Milevsko et Přeborov au sud et à l'ouest.

## Histoire
La première mention écrite de la localité date de 1392.

## Transports
Par la route, Zhoř se trouve à 6,3 km du centre de Milevsko, à 36 km de Písek, à 68 km de České Budějovice et à 139 km de Prague.